# Ugo Mulas
Ugo Mulas   (Pozzolengo, 28 d'agost de 1928 - Milà, 2 de març de 1973) va ser un fotògraf italià destacat pels seus retrats d'artistes i la seva fotografia de carrer.
Mulas va començar els seus estudis de dret el 1948 a Milà, però va deixar els cursos d'art a l'Acadèmia de Belles Arts de Brera. El 1954 se li va demanar que cobrís la Biennal de Venècia, la seva primera missió professional. Va continuar fotografiant totes les Biennals de Venècia fins al 1972 i documentant la seva obra en un llibre d'art.
Mulas va treballar per a diverses revistes italianes i va fer treballs comercials per a campanyes publicitàries, inclosos clients com Pirelli i Olivetti. El 1959, a Florència, Mulas va descobrir Veruschka que més tard es va convertir en una model i artista coneguda. Mentre cobria el Festival Spoleto el 1962, Mulas es va fer amic de l'escultor Alexander Calder, que més tard es va convertir en un tema important de la fotografia i els escrits de Mulas.
Mentre fotografiava la Biennal de Venècia de 1964, Mulas va conèixer diversos artistes nord-americans, crítics d'art i el comerciant d'art Leo Castelli. Aquesta reunió el va portar a viatjar a la ciutat de Nova York i a la seva documentació sobre l'escena del pop art. Aquest viatge i el llibre i les exposicions resultants New York, the New Art Scene es va convertir en l'obra més coneguda de Mulas. L'exposició incloïa ampliacions de fulls de contacte de Mulas i retrats mediambientals de Robert Rauschenberg, Jasper Johns, Barnett Newman i Roy Lichtenstein.
Mulas va morir a Milà després de diversos anys de malaltia greu.
La banda indie, Spoon, va escollir el retrat de Mulas de 1963 de l'escultor nord-americà Lee Bontecou per al seu CD del 2007, Ga Ga Ga Ga Ga.